# Democratische Volkspartij van Tadzjikistan
De Democratische Volkspartij van Tadzjikistan (Tadzjieks:  Ҳизби халқии демократии Тоҷикистон, Hizbi xalqii demokratii Tojikiston; Russisch: Народная демократическая партия Таджикистана, Narodnaya demokraticheskaya partiya Tadzhikistana; Perzisch:حزب خلق دموکرات تاجیکستان) is sinds 1998 de regeringspartij van de Republiek Tadzjikistan die in 1994 werd opgericht. De partij geldt als autoritair, seculier en nationalistisch.

## Geschiedenis
De partij werd op 10 december 1994 opgericht door Abdulmajid Dostiev (*1946) onder de naam Volkspartij van Tadzjikistan. In 1997 werd de huidige partijnaam aangenomen en sloot president Emomalii Rachmon (*1952) zich bij de Democratische Volkspartij (HXDT) aan. Bij de presidentsverkiezingen van 1999 steunde derhalve de HXDT de kandidatuur van Rachmon, die werd herkozen. Bij de parlementsverkiezingen van 2000 werd de HXDT met 65% van de stemmen de grootste partij in de Majlisi namoyandagon, het parlement. Bij de parlementsverkiezingen van 2005, 2010, 2015 en 2020 wist de partij haar zetelaantal steeds verder uit te breiden. Rachmon, die al bijna dertig jaar aan de macht is in Tadzjikistan is de leider van de HXDT.
De partij heeft nauwelijks oppositie te duchten in het parlement; naast de HXDT zijn er louter "loyale" oppositiepartijen in de Majlisi namoyandagon vertegenwoordigd.
Het hoofdkantoor van de partij is gevestigd in het Paleis van de Eenheid in Doesjanbe

## Ideologie
De Democratische Volkspartij kent geen echte ideologie. De partij is nationalistisch georiënteerd, staat een strenge scheiding tussen kerk en staat voor en geldt doorgaans als conservatief, etatistisch en centristisch.

## Internationale samenwerking
De partij heeft overeenkomsten gesloten met Verenigd Rusland, de Kazachse regeringspartij Amanat, de Nieuw Azerbeidzjaanse Partij en de Communistische Partij van China.

## Verkiezingsresultaten
| Zetelverdeling Majlisi namoyandagon | Zetelverdeling Majlisi namoyandagon | Zetelverdeling Majlisi namoyandagon | Zetelverdeling Majlisi namoyandagon |
| Jaar                                | %                                   | Zetels                              | Totaal                              |
| ----------------------------------- | ----------------------------------- | ----------------------------------- | ----------------------------------- |
| 1995                                | -                                   | 5                                   | 181                                 |
| 2000                                | 64,5                                | 36                                  | 63                                  |
| 2005                                | 64,5                                | 49                                  | 63                                  |
| 2010                                | 71,0                                | 55                                  | 63                                  |
| 2015                                | 62,5                                | 51                                  | 63                                  |
| 2020                                | 50,4                                | 47                                  | 63                                  |